# Kanton Aigre
Aigre is een voormalig kanton van het Franse departement Charente.
Het kanton maakte sinds januari 2008 deel uit van het arrondissement Confolens, daarvoor behoorde het tot het arrondissement Angoulême. Op 22 maart 2015 is het kanton opgeheven en zijn de gemeenten opgegaan in het op die dag gevormde kanton Charente-Nord.

## Gemeenten
Het kanton Aigre omvatte de volgende gemeenten:
- Aigre (hoofdplaats)
- Barbezières
- Bessé
- Charmé
- Ébréon
- Fouqueure
- Les Gours
- Ligné
- Lupsault
- Oradour
- Ranville-Breuillaud
- Saint-Fraigne
- Tusson
- Verdille
- Villejésus